# Dividendo en acciones
El dividendo en acciones (en inglés Scrip dividends o scrip issue) es una forma de retribución a los accionistas mediante la entrega gratuita de nuevas acciones de la misma entidad. Este es un sistema alternativo al dividendo activo en el que se paga la remuneración en dinero en efectivo.
La entrega de las acciones gratuitas al accionista se puede realizar por dos vías, mediante una ampliación de capital, que se distribuye entre los poseedores de las acciones en proporción al capital antiguo, la sociedad entrega a cada accionista unos derechos de suscripción por acción poseída que le permitirán acudir a la ampliación o vender estos derechos en bolsa. La segunda posibilidad es que las acciones procedan de la autocartera que posea la sociedad.
En muchas ocasiones las empresas otorgan la opción a los accionistas de que escojan su forma de retribución pudiendo elegir entre recibir acciones, vender sus derechos de suscripción a la propia entidad emisora a un precio prefijado o vender sus derechos en Bolsa al precio o cotización que tengan en este mercado, estas dos últimas opciones suponen una dilución de la participación del accionista en el capital de la sociedad.
Las razones de esta forma de remuneración del accionista son por un lado que requiere un menor esfuerzo financiero de la entidad que reparte el dividendo, puesto que de esta forma no disminuye su caja y mejora la capitalización de la empresa. También pueden intervenir razones fiscales, por cuanto estas dos vías de remuneración suelen tener un tratamiento fiscal diferente; mientras que el dividendo en dinero suele constituir un ingreso que debe ser incluido como tal en la declaración del Impuesto sobre la renta, que a su vez puede contemplar un mínimo que queda exento. Por el contrario el recibir nuevas acciones gratuitas de un aumento de capital no constituye un ingreso del IRPF, no está sometido a retención fiscal y se aplaza la tributación hasta el momento en que se vendan las acciones.

## Cómo Calcular los Dividendos en Acciones
Calcular los dividendos en acciones es esencial para comprender cuánto dinero podrías recibir como inversor. Los dividendos son una parte de las ganancias de una empresa que se distribuyen entre los accionistas. Aquí te explico cómo calcularlos:
Encuentra la Tasa de Dividendos: La tasa de dividendos es el porcentaje que representa los dividendos en relación con el precio actual de la acción. Se calcula dividiendo el dividendo anual por acción entre el precio actual de la acción y multiplicándolo por 100.
Tasa de Dividendos = (Dividendo Anual por Acción / Precio Actual de la Acción) * 100 
Calcula el Dividendo: Una vez que tengas la tasa de dividendos, puedes calcular el dividendo que recibirías por cada acción que poseas. Multiplica la tasa de dividendos por el número de acciones que tienes.
Dividendo por Acción = Tasa de Dividendos * Número de Acciones 
Obtén el Dividendo Total: Si deseas calcular el dividendo total que recibirías en un período específico, como un trimestre o un año, simplemente multiplica el dividendo por acción por el número de acciones que tienes.
Dividendo Total = Dividendo por Acción * Número de Acciones 
Recuerda que los dividendos no están garantizados y pueden variar según el desempeño de la empresa. Además, no todas las empresas ofrecen dividendos, y algunas pueden pagar dividendos de manera irregular. Siempre es importante verificar la información financiera de la empresa y comprender su política de dividendos antes de tomar decisiones de inversión.

## Polémica del sistema descrip dividend
La proliferación de este supuesto sistema de remuneración en las grandes empresas cotizadas en un contexto económico de severa crisis y contracción es debido al interés de las compañías en disminuir el pago en líquido que supone un reparto de dividendos. Si bien todas ellas hacen hincapié en la ventaja que supone para el accionista poder elegir el dividendo en efectivo o en acciones, no es menos cierto que tal ventaja ya existía al poder el accionista acudir al mercado de valores y comprarlas por sí mismo (con el inconveniente de tener que abonar las diferentes comisiones de compra), así como en algunas de ellas había programas PRD (programa de reinversión del dividendo) donde las acciones procedían de la autocartera. 

## Fiscalidad en España
Por otra parte en caso de elección de acciones, el resultado fiscal es que el precio de compra de las acciones iniciales disminuye en el porcentaje, de manera que se divide el importe total de compra entre el nuevo número de acciones totales que se posea. Esto hace que en el momento final de la venta de las acciones se obtengan mayores plusvalías. Dado que para personas físicas las minusvalías en acciones puedeN ser compensadas con otras plusvalías, puede ser beneficioso elegir el dividendo en acciones si existen otras inversiones en donde se tengan minusvalías para poder compensarlas y evitar la pérdida del crédito fiscal equivalente.